# クラウス・ホプフェンスペルガー
クラウス・ホフペンスペルガー（Klaus Hopfensperger、1981年1月18日 - ）は、ドイツ・バイエルン州レーゲンスブルク出身の元野球選手（外野手）。右投右打。
ドイツ球界を代表するスラッガーの一人であった。

## 経歴
1996年に地元クラブのレーゲンスブルク・レギオネーレでデビューし、2000年の野球ブンデスリーガで打率.436の成績を残す。その後も大半のシーズンで3割台後半から4割台半ばの打率を残し続けた。
2006年には打率.422でリーグ2位、43打点で打点王、2008年には6本塁打で本塁打王に輝くなど、打撃主要三部門でいずれも上位に入った経験を持つ。
ただ、国内では圧倒的な成績を残す一方で国際試合には弱く、2007年の第37回IBAFワールドカップと2008年の北京オリンピック世界最終予選では、いずれも打率.125 と苦しんだ。この傾向が嫌われたか、2009年の第38回IBAFワールドカップのメンバーからは落選した。
2011年3月21日に現役引退を発表した。野球ブンデスリーガでの通算成績は348試合出場、打率.374、56本塁打、336打点。
引退後はミュンヘンで高校教師をしている。

## 選手としての特徴
恵まれた体躯を生かした長打力に加えて三振も少なく、走塁も積極果敢である。守備は図抜けて良いわけではないものの正確で、2007年と2008年は2年連続無失策で終えた。右翼が本職ではあるが、守備位置が重複しやすい代表では他のポジションも任されている。

## 代表歴
- ヨーロッパ野球選手権大会 （2001年、2003年、2005年、2007年、2010年）[2]
- 第37回IBAFワールドカップ（2007年）
- 北京オリンピック世界最終予選（2008年）